# Miroslav Kačor
Miroslav Kačor (25. dubna 1950 Šenov – 20. března 2018) byl český dokumentarista, scenárista, režisér a spisovatel.

## Život
Studoval Filmovou fakultu Akademie múzických umění (FAMU) v Praze, pracoval v Krátkém filmu, v televizní společnosti Kabel Plus a v České televizi. Působil jako novinář, produkční, dramaturg. Je autorem více než 600 scénářů k animovaným, dokumentárním i hraným filmům a televizním pořadům. U více než 150 z nich je podepsán i jako režisér.[zdroj?]
Je autorem 138dílného dokumentárního cyklu České televize „Osudové okamžiky“ (2001–2003), vracející se k mimořádným událostem XX. století na území bývalého Československa.[zdroj?]
Je spoluautorem i dalšího dokumentárního cyklu České televize „Zapomenuté výpravy“, který vypráví o osudech již málo známých cestovatelů.[zdroj?]

## Dílo

### Dokumentární tvorba
- Dana a Emil (1997)
- Pohádkový Péťa aneb životaběh Emila Zátopka (2002)
- Sémě slavkovského slunce (2005)
- Svědomí hrdinů (2008)
- Zlatý věk české loutkové animace (2009)
- Hledači osudů (2010)
- Dokud dýchám žiju (2010)
- Účet jednoho dne (2012)
- Zlato pro Elišku (2012)

Námořnici bez lodí (2013)
Osudové okamžiky – seriál ČT (2001-2003) – 14 minut :
- Scénář a režie : Truhlářská 1926, Košice 1941, Chabenec 1944, Kremnička a Nemecké 1945, Lověšice 1945, Krčmaň 1947, Magura 1947, Prace 1950, Škapová 1956, Dolná Lehota 1956, Patince a Číčov 1965, Bratislava Rača 1966, Sokolov 1966, Vítkovice 1969, Ivanka 1977, Košice 1978, Bechyně 1992 , Zemplínská Šírava 1992
- Scénář : Koňakov 1906, Holešov 1918, Zaječí 1928, Nové Mlýny 1936, Morávka 1944, La Manche 1948, Doubrava 1949, Podivín 1950, Praděd 1950, Šakvice 1953, Ďumbier 1960, Norimberk 1961, Vratimov 1961, Špidlák 1962, Deštnice 1966, Strahov 1967, Brno 1968, Kubínská hoĺa 1968, Český Těšín 1969, Řikonín 1970, Šardice 1970, Mariánské Lázně 1972, Tachov 1973, Brno – Špitálka 1975, Lipenská přehrada 1975, Suchdol u Prahy 1975, Most Pionýrů 1976, Zlaté piesky 1976, Brno-Špitálka 1978, Vysoké Tatry 1979, Praha – Špejchar 1982 , Třinec 1984

Zapomenuté výpravy – seriál ČT (2005 - 2006) – 23 minuty:
- Scénář a režie : Šlápoty, Prskolety, Let do Tokia, Lambaréne, Tatra kolem světa, Poprvé v kolébce hokeje, Sochařem v Africe, Kolona s tajemným posláním, Do Grónska na zapřenou, Císařův přítel, Rytíř na cestách

Zatopené osudy – seriál ČT (2008) – 18 min. :
- scénář a režie : Slapy, Štěchovice, Švihov, Orlík , scénář : Lipno

Další dokumenty :
- Mírov (o legendárním vězení) 50 min. (1992), Setkání pošesté (o přehlídce amatérských divadel) 40 min. (1993), Poroty (o práci dětské a odborné poroty na MFF ve Zlíně) 20 min. (1994), Jsou také za mřížemi ( o bachařích) 20 min. (1994), Navštivte Kopřivnici ( o moravském městě) 25 min. (1998), Památky, pomníky a pamětníci (6 videoklipů o Ostravě k 60. výročí osvobození ) 25 min. (2005), Amerika v nás (o americkém ideálu zapuštěném v myslích) – 26 min. (2006), Čekání na masakr“ ( o zbraních v rukou civilistů – 26 min.) 2006, Amatéři“ (o tom, že i mezi amatéry jsou profíci) – 26 min. (2007), Nenasytný národ (o tom, jak konzumujeme ) – 26 min. (2007), Řemeslo má zlaté dno ?“ ( o umírajících řemeslech – 26 min. (2007), Vítkovští Sokoli (o seniorech, kteří tančí a zpívají ) 23 min. (2008), Ludvík Baran (o známém fotografovi a etnografovi – 23 min. (2008), Věra Haluzová (o sběratelce folklorních písní od Luhačovic) – 23 min. (2009), Češi v obnažení (o nahotě a studu) 23 min. (2009) Moták (o tom, jak lidé s roztroušenou sklerózou rádi tančí) – 23 min. (2010), Gaudeamus (o známém vysokoškolském souboru) - 23 min.(2010), Javoříčko ( 26 min. Příběhy domů) 2011, Jan Maděra ( 26 min. - Neznámí hrdinové) 2011, Tovačovské souvislosti (o tovačovských tradicích ) 23 min. (2011), Slatiňanští Sokoli ( o folklorním souboru ) 23 min. (2012)